# Sint Pannekoek

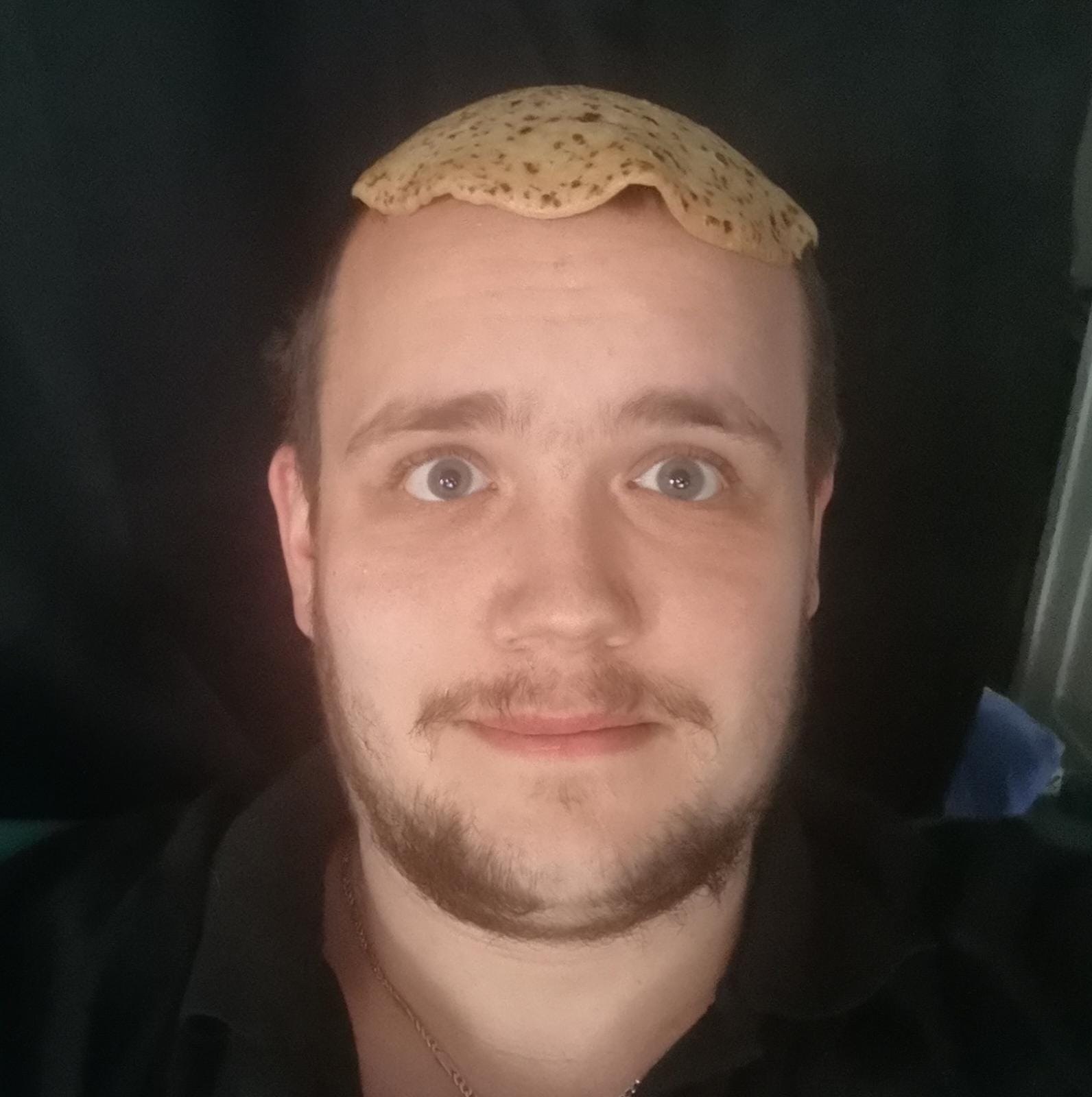
Ein Pfannkuchen, der auf einem Kopf liegt

Sint Pannekoek (Niederländisch für Sankt Pfannkuchen), in alternativer Schreibweise Sint Pannenkoek, ist ein durch Comicautor Jan Kruis erfundener Feiertag. Zunächst für einen Kalender und einen Comic erdacht, wird Sint Pannekoek inzwischen ganz real am 29. November von Menschen in den Niederlanden gefeiert und in Sozialen Medien rezipiert.  Dabei werden Pfannkuchen gegessen.

## Ursprung
Jan Kruis verwendete den Begriff zum ersten Mal in seinem Schulkalender Jan, Jans en de kinderen 1986–1987, in dem er den 29. November als Sint Pannekoek bezeichnete.
Im November 1986 war Sint Pannekoek das Thema einer Episode des wöchentlichen Comicstrips in der Frauenzeitschrift Libelle. In dieser Reihe wurde das Leben einer Rotterdamer Familie behandelt. In der Geschichte sagt Catootje, die achtjährige Tochter der Familie, dass sie keinen Appetit auf die Bohnen habe, die die Mutter zum Abendessen zubereiten will, und stattdessen Pfannkuchen möchte. Nachdem Opa Tromp die Mutter nach dem Datum gefragt hat, erzählt er ihr, dass genau an diesem Tag (29. November) Sint Pannekoek gefeiert wird, eine alte Rotterdamer Tradition. Ihm zufolge backt die Mutter der Familie an diesem Tag Pfannkuchen, und dem Vater wird bei seiner Heimkehr von den übrigen Familienmitgliedern, die alle einen Pfannkuchen auf dem Kopf tragen, ein „glücklicher und gesegneter Sint Pannekoek“ gewünscht. Das Schlussbild der Comic-Episode zeigt einen verblüfften Vater Jan, der den Rest der Familie mit einem Pfannkuchen geschmückt sieht, als er das Haus betritt.

## Das Evangelium von Sankt Pfannkuchen
2015 erweiterte Kruis seine Idee mit „Het evangelie van Sint Pannekoek“ (Das Evangelium des Sankt Pfannkuchen). Er erfand eine Legende, die im 12. Jahrhundert in einem Kloster an der Rotte spielt und vom 15. Geburtstag des Mönchs Gerrit handelt. Mönch Gerrit als jüngster Mönch ist ein wenig verwöhnt. So durfte er sich an seinem Geburtstag, dem 29. November, sein Lieblingsessen wünschen, wobei es sich um Pfannkuchen handelte. Während des Essens beschwerte sich der Abt über die Kälte im Speisesaal des Klosters. Hieraufhin nahm Gerrit seinen Pfannkuchen und legte ihn dem Abt auf das Haupt, weshalb Gerrit selbst keinen Pfannkuchen mehr hatte. Nach einem Gebet der anderen Mönche erschien ein Engel mit einer goldenen Pfanne, aus der ein Pfannkuchen auf Gerrits Kopf geschmissen wurde. In Gedenken an diesen Tag beschlossen die Mönche, am 29. November alle Armen zum Essen einzuladen. 1899 wurde Gerrit heilig gesprochen, wodurch der Name „Sint Pannekoek“ (Sankt Pfannkuchen) entstand.

## Weitere Rezeption

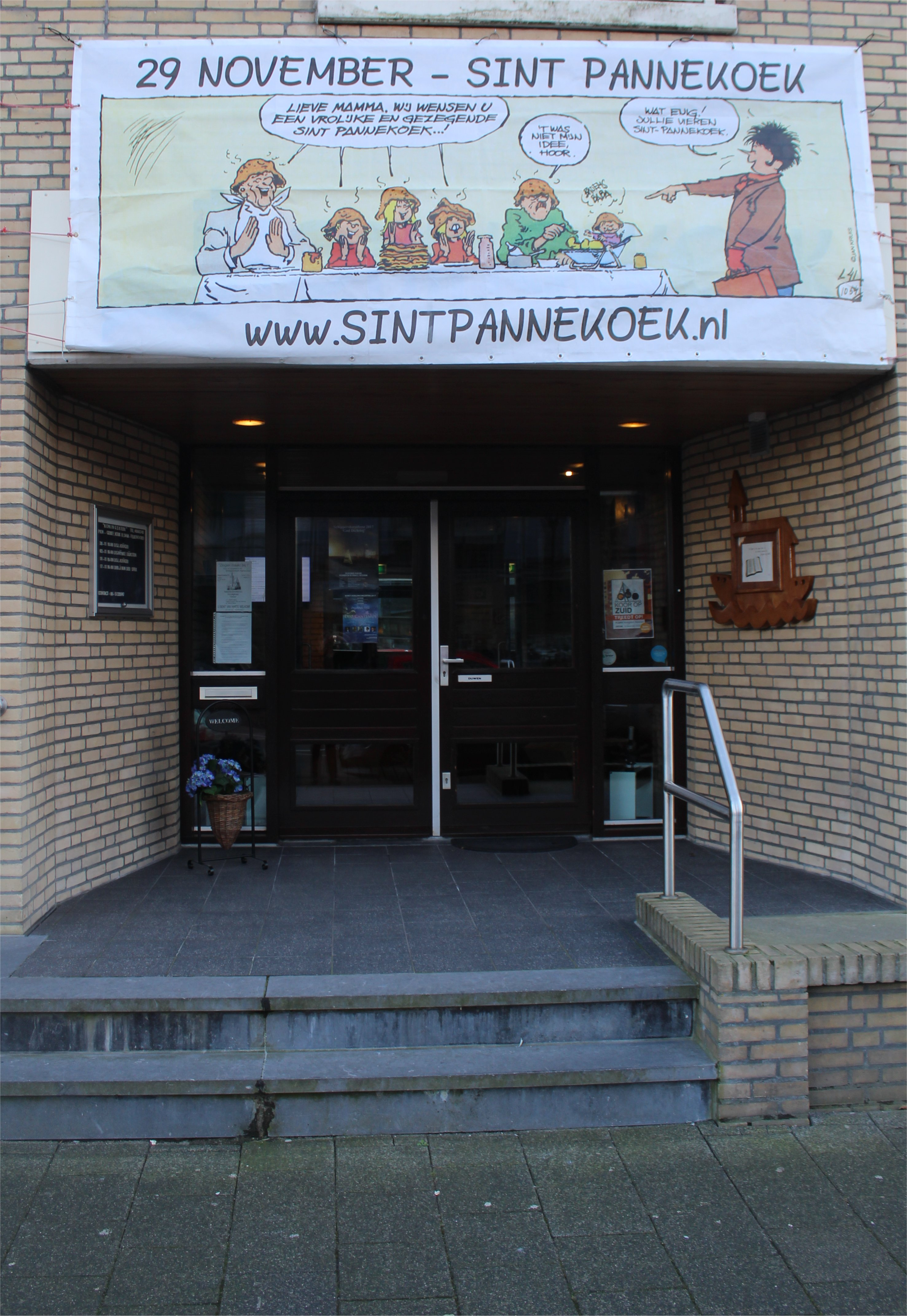
Plakat an der Koningskerk in Rotterdam, darauf eine Ankündigung von Sint Pannekoek

Im Oktober 2016 gründete Kruis mit einigen Unterstützern das Nationale Komitee Sint Pannekoek. Ebenfalls in diesem Jahr entwarf Kruis eine Postkarte mit passender Briefmarke.
Einige Zeit nach der Veröffentlichung des Comics gewann Sint Pannekoek Anhänger, anfangs angeblich hauptsächlich unter Studenten und Kirchen. Später wurde es auch zu Hause und in verschiedenen Restaurants gefeiert. Sint Pannekoek wird inzwischen in den ganzen Niederlanden gefeiert. Zum Teil findet dies in Familien oder Wohngemeinschaften statt, aber auch in Schulen, Kirchen oder Bürgerhäusern wird es gefeiert. Einen besonderen Stellenwert hat es in Rotterdam (Kruis’ Heimatstadt) und Groningen, wo oft auch mehrere hundert Personen gemeinsam feiern. Häufig wird dabei auch Geld für einen guten Zweck, wie zum Beispiel die Tafeln, gesammelt.
In sozialen Medien wie Twitter, Facebook und YouTube wünschen sich die Fans gegenseitig einen gesegneten Pfannkuchen am 29. November mit Fotos und Videos von sich mit einem Pfannkuchen auf dem Kopf. Im Jahr 2015 wurde der Hashtag „#sintpannekoek“ auf Twitter laut Kruis etwa 250.000 Mal erwähnt. Im Jahr 2016 feierten die Anhänger den 30. Jahrestag des „Nationalen Festes“ des Heiligen Pannekoek.

## Schreibweise
Nach der aktuell gültigen Rechtschreibung müsste die Schreibweise „Sint Pannenkoek“ sein. Da der Feiertag aber 1986 erfunden wurde und die Schreibweise damals noch „Pannekoek“ lautete, wird diese weiterhin vom Nationalen Komitee Sint Pannekoek verwendet.